# Криштоф Салаи Бобровницки
Криштоф Салаи Бобровницки (мађ. Szalay-Bobrovniczky Kristóf; Будимпешта, 6. јун 1970) мађарски је дипломата и политичар. Од 2022. обавља функцију министра одбране Мађарске.